# Cernîhiv, Zboriv
Cernîhiv (în ucraineană Чернихів) este localitatea de reședință a comunei Cernîhiv din raionul Zboriv, regiunea Ternopil, Ucraina.

## Demografie
Componența lingvistică a localității Cernîhiv
     Ucraineană (99,43%)
     Alte limbi (0,57%)
Conform recensământului din 2001, majoritatea populației localității Cernîhiv era vorbitoare de ucraineană (99,43%), existând în minoritate și vorbitori de alte limbi.